# Pestpocken
Pestpocken — панк-группа из Гессена, чьё творчество направлено против политики Германии, государственной власти и коррупции.

## Состав группы
- Вокал и гитара Danny;
- Вокал Andrea;
- Гитара Chris (с 2005);
- Бас Daniel (с 2008);
- Ударные Max (с 2009);

Группа Pestpocken (‘чумовая оспа’) была основана в 1997 году и в этом же году выпустила свой дебютный альбом «Freiheit oder Tod» (Свобода или смерть). Далее последовали сборники демозаписей, альбом «Virus BRD» (Вирус ФРГ) и концерты внутри страны и за её пределами. Также Оспы выступали вместе с такими группами как The Casualties (2000), Tension (2001), Charge 69 и Skarface. В 2003 Мирмо покидает группу и его место занимает Флоппи. В этот же год Оспы выпускают Split — LP (сборник записей) вместе с Bad Nasty (Франция), которые записывались первым составом. Спустя 2 года к Оспам присоединяется второй гитарист Крис. В 2007 по поводу 10-летнего существования группы Оспы организовывают 3-дневный фестиваль, на котором выступали известные группы панк-сцены, среди них The Restarts, Stage Bottles, BILDungsl ü cke , Rejected Youth und Antidote, Molotow Soda, Rawside и Los Fastidios. В 2008 Дэнни снимается в панк-фильме «Chaostage». Кроме того, группа пожертвовала одну песню для фильма и играла маленькие роли. После премьеры фильма (Ганновер, 03.10.) Флоппи покидает группу по личным причинам. Новым басистом стал старый знакомый Даниэль. И снова группа состоит исключительно из гиссеновцев. В 2009 группу покидает Stine и её место за барабанами занимает Макс, который выходит на сцену в первый раз вместе с Оспами в Нюрнберге в этом же году.

## Дискография
- 1997: Giessen Asozial (демокассета);
- 1998: Freiheit oder Tod (7"-EP);
- 2000: Virus BRD (7"-EP);
- 2003: Pestpocken / Bad Nasty (сплит-LP, позже выпущен на CD);
- 2004: Die schlimmste Seuche aller Zeiten (MC mit älteren Aufnahmen) 2007: Kein Ausweg (CD/LP);

## Сборники
- 1998: Punk aus Hesse' 'uff die Fresse! 1 (7"-EP);
- 2000: Missing in Action (LP);
- 2000: Punx Unite — International Chaos (LP);
- 2004: Rossiski PUNK (CD);
- 2005: Punk aus Hesse‘ ‘uff die Fresse! 2 (LP);
- 2006: Schlachtrufe BRD Vol.8 (CD);